# Quadragesimo anno

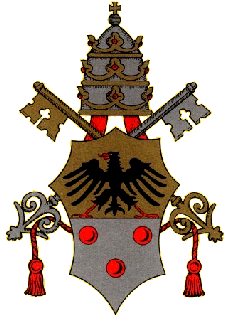
Wappen Papst Pius’ XI.

Quadragesimo anno (lateinisch für „im vierzigsten Jahr“) ist eine am 15. Mai 1931 von Papst Pius XI. veröffentlichte Enzyklika. Ihr Name leitet sich aus den Anfangsworten der Einleitung ab und bezieht sich auf den vierzigsten Jahrestag der Veröffentlichung der Enzyklika Rerum novarum unter Papst Leo XIII. (Der Titel wird auch mit „QA“ abgekürzt.) Die Enzyklika Quadragesimo anno von Papst Pius XI. (1931) wurde maßgeblich von Jesuiten um Gustav Gundlach und vom „Königswinterer Kreis“ vorbereitet (vor allem durch Hauptautor Oswald von Nell-Breuning).
In seiner Einleitung geht Papst Pius XI. auf das Rundschreiben Leos XIII. ein, hier heißt es: „Vierzig Jahre sind verflossen, seit Unser Vorgänger seligen Andenkens, Leo XIII., sein herrliches Rundschreiben Rerum novarum ergehen ließ. In dankbarer Freude ergreift der ganze katholische Erdkreis diesen Anlass, um das Gedenken verdientermaßen feierlich zu begehen.“

## Inhalt
Nach Rerum novarum war Quadragesimo anno die wichtigste Enzyklika, die sich den Fragen der Industriegesellschaft widmete. Die Enzyklika spricht, über die Arbeiterfrage hinaus, die gesellschaftliche Ordnung insgesamt an. Sie drängt auf Gesellschaftsreformen und entfaltet unter diesem Aspekt die Gedanken des Subsidiaritätsprinzips und der beruflichen Ordnung. Das Prinzip der Subsidiarität garantiere gesellschaftliche Freiräume. Sie suche nach Wegen der angemessenen Hilfe durch staatliche oder kommunale Stellen. Gemäß dem katholischen Soziologen Bossle ist die zentrale Aussage dieser päpstlichen Sozialenzyklika, dass die Welt nur durch Beachtung der Subsidiarität als Kern eines föderalistischen Staatssystems den Weg in eine freiheitliche und menschenwürdige Ordnung finden könne.
- Der erste Teil nimmt Bezug auf die Wirkungsgeschichte von Rerum novarum (16–40).

- Im zweiten Teil geht es um die kirchliche Lehre von Wirtschaft und Gesellschaft (41–98). Dabei wird das Eigentum (44–52) in seiner individuellen und sozialen Funktion anerkannt. Der Staat darf zwar das Recht auf Sondereigentum nicht aufheben, wohl aber kann er dessen Gebrauch ordnen und gegebenenfalls um des Gemeinwohls willen einschränken. Kapital und Arbeit (53–58) sind aufeinander angewiesen. Der Ertrag aus dem Zusammenwirken von Arbeit und Kapital muss dem allgemeinen Nutzen dienstbar gemacht werden. Die Entproletarisierung (59–63) hat das Ziel, die Eigentumsbildung in Arbeitnehmerhand zu fördern und so zu einem Ausgleich der Besitzverhältnisse beizutragen und die Verelendung zu vermindern. Der gerechte Lohn (64–75) bemisst sich zusätzlich zur jeweiligen Arbeitsleistung nach dem Lebensbedarf des Arbeiters und seiner Familie, nach der Lebensfähigkeit des Unternehmens und der allgemeinen Wohlfahrt. Eine Beteiligung der Arbeiter am Unternehmen wird befürwortet. Sozialreform (76–98) ist sowohl Zuständereform (Strukturreform) wie auch das Bemühen um Sittenbesserung (Gesinnungsreform). In der Enzyklika heißt es auch (79): „Jede Gesellschaftstätigkeit ist ihrem Wesen und Begriff nach subsidiär; sie soll die Glieder des Sozialkörpers unterstützen, darf sie aber niemals zerschlagen oder aufsaugen.“ Außerdem wurden Aussagen zur berufsständischen Ordnung (81–87) getroffen, welche Anlass zu vielen Missverständnissen gegeben haben. In den berufsständischen Körperschaften soll ein Ausgleich zwischen Kapital und Arbeit erfolgen. Eine gerechte und soziale Gesellschafts- und Wirtschaftsordnung soll den innerhalb gewisser Grenzen berechtigten und nützlichen Wettbewerb regulieren.

- Im dritten Teil (99–126) werden beide Formen des Sozialismus (d. h. sowohl der radikale Marxismus-Kommunismus wie auch der gemäßigte demokratische Sozialismus) abgelehnt, obwohl anerkannt wird, dass der gemäßigte eine gewisse Annäherung an die Postulate einer christlichen Sozialreform erkennen lässt (117): „Der Sozialismus, gleichviel ob als Lehre, als geschichtliche Erscheinung oder als Bewegung, auch nachdem er in den genannten Stücken der Wahrheit und Gerechtigkeit Raum gibt, bleibt mit der Lehre der katholischen Kirche immer unvereinbar. Er müsste denn aufhören, Sozialismus zu sein: der Gegensatz zwischen sozialistischer und christlicher Gesellschaftsauffassung ist unüberbrückbar.“

- Eine Zuständereform muss sich mit sittlicher Erneuerung aus christlichem Geist verbinden, wie der letzte Abschnitt der Enzyklika (127–148) betont.